# 北京交通大学理学院
39°57′04″N 116°20′31″E / 39.951126°N 116.3418711°E
北京交通大学理学院，为北京交通大学的一个学院。
成立于1998年8月，北京交通大学理学院涵盖了数学、物理、化学、生物、系统科学、统计学六个一级学科，下设5个系所、研究院。拥有数学、物理学、光学工程、系统科学、统计学5个一级学科博士点。
2022年3月，因北京交通大学内部院系调整而被拆分。

## 下设机构
- 数学系
- 物理系
- 化学系
- 光电子技术研究所
- 生命科学与生物工程研究院